# Джон Вайтсайд Парсонс
Джон Вайтсайд Парсонс (англ. John Whiteside "Jack" Parsons; 2 жовтня 1914, Лос-Анджелес, Каліфорнія, США — 17 червня 1952 Пасадена, Лос-Анджелес, Каліфорнія, США) — інженер, хімік, підприємець, винахідник, окультист.
Джон Вайтсайд Парсонс (John Whiteside Parsons), справжнє ім'я — Марвел (Marvel) Вайтсайд Парсонс, найбільш відомий під псевдонімом Джек Парсонс (Jack Parsons) — американський винахідник двигуна на реактивній тязі. Один із засновників Лабораторії реактивного руху (Jet Propulsion Laboratory) і компанії ‘Aerojet’. Парсонс був єдиною дитиною в багатій, але неблагополучної сім'ї. Коли він ще був підлітком, від них пішов батько. Будучи учнем старшої школи, Парсонс влаштувався на роботу в компанію ‘Hercules Powder’. Потім він поступив в коледж Пасадени (Pasadena Junior College), два роки провчився в Університеті Південної Каліфорнії, але диплома так і не отримав.
У квітні 1935 року Парсонс одружився з Хелен Нортрап (Helen Northrup).
У 1936 році Парсонс влаштувався в Авіаційну лабораторію Гуггенхайма (Guggenheim Aeronautical Laboratory), де працював на Френка Малину (Frank Malina) та Теодора фон Кармана (Theodore von Kármán).
Закінчивши своє формальне навчання, Парсонс став демонструвати величезні наукові здібності і геній, особливо в галузі хімії. Його ракетні розробки були одними з перших в Штатах, а внесок у створення твердого ракетного палива і винахід реактивного зльоту зіграли величезну роль у початку космічної ери людства. Інженер Теодор фон Карман, друг і покровитель Парсонса сказав, що робота Парсонса і його однолітків допомогла встановити еру космічних подорожей. Парсонс був співзасновником Лабораторії реактивного руху. За словами фон Кармана, дослідження Парсонса в області твердого палива зробили можливим створення таких ракет, як ‘Polaris’ і ‘Minuteman’.
У 1942 році Парсонс зробив прорив в розробці твердого ракетного палива. Слідуючи інтуїції, він замінив чорний порох бітумом і перхлоратом калію. 17 червня 1952 року Парсонс загинув у себе в домашній лабораторії в результаті вибуху фульміната ртуті. Незважаючи на великі травми, він вижив в результаті вибуху і помер лише через декілька годин. Дізнавшись про смерть сина, мати Джона наклала на себе руки.
Парсонс дотримувався релігійної течії Телема, яка була засноване в 1904 році окультистом Алістером Кроулі. За своїми політичними поглядами Парсонс був стійким прихильником «лібертарного соціалізму».
В 2018 на основі його життя каналом CBS було створено телесеріал «Дивний янгол» (Strange Angel).
Кратер Парсонс на видимому боці Місяця названо на честь винахідника.